# امیر قادری
امیر قادری (زاده ۱۳۵۳ در بیرجند) منتقد سینمایی، روزنامه‌نگار، مدیر مسئول و سردبیر کافه سینما و نویسنده ایرانی است.

## زندگی
امیر قادری در ۲۲ مرداد ماه ۱۳۵۳ در بیرجند به دنیا آمد. قادری فعالیت مطبوعاتی‌اش را از سال ۱۳۷۹ و در مجلهٔ فیلم به عنوان منتقد فیلم آغاز کرد. او همچنین با نشریه‌هایی چون دنیای تصویر، سینما جهان، ۲۴، شرق، اعتماد و بسیاری از نشریات فرهنگی و سینمایی همکاری داشته است. قادری از سال ۱۳۸۹ وبگاه کافه سینما را به همراهی علی معلم پایه‌گذاری کرد و از پاییز ۱۳۹۳ و پس از کناره‌گیری علی معلم، به تنهایی عهده‌دار این مسئولیت است.
امیر قادری بارها در تلویزیون و در برنامه‌هایی چون هفت، سینما کلاسیک، سینما ۴ به عنوان منتقد و کارشناس رسانه حضور یافته است.

## آثار
مجموعه کافه کتاب تحت سرپرستی امیر قادری و توسط انتشارات میلکان منتشر شده است که از جمله کتاب‌های این مجموعه می‌توان به انتخاب‌های سخت نوشته هیلاری کلینتون اشاره کرد.
قادری همچنین مستند «آقای کیمیایی» که به سینمای مسعود کیمیایی می‌پردازد را ساخته است.

## جوایز
امیر قادری در دومین جشن منتقدان و نویسندگان سینمای ایران به عنوان یکی از ده منتقد برتر سی سال سینمای ایران انتخاب شد. همچنین در دومین جشنواره مطبوعات سینمایی، برای دو اثر «کدام را می‌پسندید؛ دوایی بودن یا جوکر شدن» و «گناه رستگاری»، جایزه بهترین یادداشت سینمایی را کسب کرد.